# Manus
La manus era presso gli antichi Romani il potere che il pater familias aveva sulla propria moglie e quella dei discendenti, se sposate con particolari modalità. Il titolare ne era il marito, se sui iuris, o il pater di lui. Nel periodo antico, manus e matrimonio erano pressoché inscindibili, ma tale stretto rapporto venne meno a seguito del diffondersi del matrimonio "consensuale" intorno al II sec. a.C. Con la costituzione della manus (conventio in manum) la donna sposata veniva a trovarsi alla stregua di figlia rispetto al marito (filiae loco), di nipote rispetto all'eventuale suocero titolare della patria potestas (neptis loco), di sorella rispetto ai suoi stessi figli (sororis loco).

## Acquisto dellamanus
I modi di acquisto della manus erano tre: confarreatio, coemptio e usus.
- Usus: come previsto dalle XII tavole, si acquistava la manus sulla donna tenuta in casa come moglie per un anno ininterrotto. Per ragioni successorie, ciò poteva essere evitato facendo tornare la donna a casa del padre per tre giorni ogni anno (trinoctii usurpatio).[2]
- Confarreatio: antica cerimonia, tipica dell'ambiente patrizio, in onore di Giove Farreo, dio protettore dell'agricoltura. L'uomo e la donna spezzavano il panis farreus (pane di farro) e lo consumavano insieme. Erano presenti alla cerimonia dieci testimoni e il Flamen Dialis.[3]
- Coemptio: rappresentava la vendita della figlia da parte del pater familias al futuro marito o al pater di lui ove questo non fosse sui iuris. Non è altro che l'applicazione della mancipatio, opportunamente modificata affinché l'uomo non ottenesse la donna in mancipio, bensì in manu.[4]

## Estinzione dellamanus
Come si è detto, il periodo antico si caratterizzava per la quasi totale concomitanza tra matrimonio e manus, a tal punto che le vicende estintive del primo si riverberavano sulla seconda. Infatti, se la manus era sorta mediante confarreatio, solo un atto opposto noto come diffarreatio (caratterizzata anch'essa dal sacrificio di un pane di farro) sarebbe risultato idoneo a far cadere simultaneamente entrambi. Nel caso di usus e coemptio, è probabile che fosse necessario ricorrere all'emancipatio per ricollocare giuridicamente la donna all'interno della famiglia di provenienza, facendo così venir meno la manus; atti distinti sarebbero stati necessari per manifestare il divorzio.